# بوعزاويين (مولاي بوعزة)
بوعزاويين هي إحدى مشيخات المملكة المغربية، تتبع جغرافيا لإقليم خنيفرة وإداريًا لمولاي بوعزة. يقدر عدد سكانها بـ 1700 نسمة حسب الإحصاء الرسمي للسكان والسكنى لسنة 2004.